# Парбіг (село)
Парбі́г (рос. Парбиг) — село у складі Бакчарського району Томської області, Росія. Адміністративний центр Парбізького сільського поселення.

## Населення
Населення — 1900 осіб (2010; 2241 у 2002).
Національний склад (станом на 2002 рік):
- росіяни — 93 %

## Люди
В селі народився Хохряков Володимир Кузьмович (нар. 1941) — український художник скла і кераміки, педагог.